# Milarépa : La Voie du bonheur
Pour les articles homonymes, voir Milarépa (homonymie) et La Voie du bonheur.
Pour plus de détails, voir Fiche technique et Distribution.
Milarépa : La Voie du bonheur est un film bhoutanais réalisé par Neten Chokling avec Orgyen Tobgyal en 2006. Il a été tourné dans le nord de l'Inde, dans l'Himalaya plus exactement dans la vallée de Spiti, près de la frontière tibétaine. 
Le film est sorti en France le 7 octobre 2009 au drugstore Publicis, sur les Champs-Élysées à Paris, par Jupiter Communications. 

## Synopsis
Milarépa naît au Tibet, au XIe siècle, au sein d’une famille de riches marchands. À sa mort, son père confie l'héritage de la famille à son frère jusqu’à l'entrée de Milarépa dans la vie adulte. Mais l’oncle s’approprie l'héritage et exploite la mère et la jeune sœur de Milarépa. Désespérée, sa mère veut se venger de cette injustice. Elle vend son dernier champ et envoie Milarépa auprès de Yongten Trogyal, un maître de magie noire. Il jette un sortilège et détruit une partie du village, tuant environ 30 personnes. La foule en colère le poursuit. Milarépa trouve refuge auprès d’un moine et, tandis que sa mère se rejouit de la vengeance accomplie, il est rongé par le remords. C’est alors qu’il reçoit un conseil qui changera sa vie : 

« Les ennemis naissent de ton esprit. Pour les vaincre, cesse les actions négatives, cultive les actions positives, et maîtrise ton esprit. »

Il part à la recherche d’un maître spirituel pour se délivrer de la souffrance et atteindre le bonheur.

## Fiche technique
- Réalisation : Neten Chokling
- Scénario : Neten Chokling, Tenzing Choyang Gyari
- Musique : Joel Diamond
- Photo : Paul Warren
- Montage : Suzy Elmiger
- Producteur : Raymond Steiner
- Pays d'origine : Bhoutan
- Genre : Fantastique, aventure
- Durée : 90 minutes
- Date de sortie : 2006

## Tournage

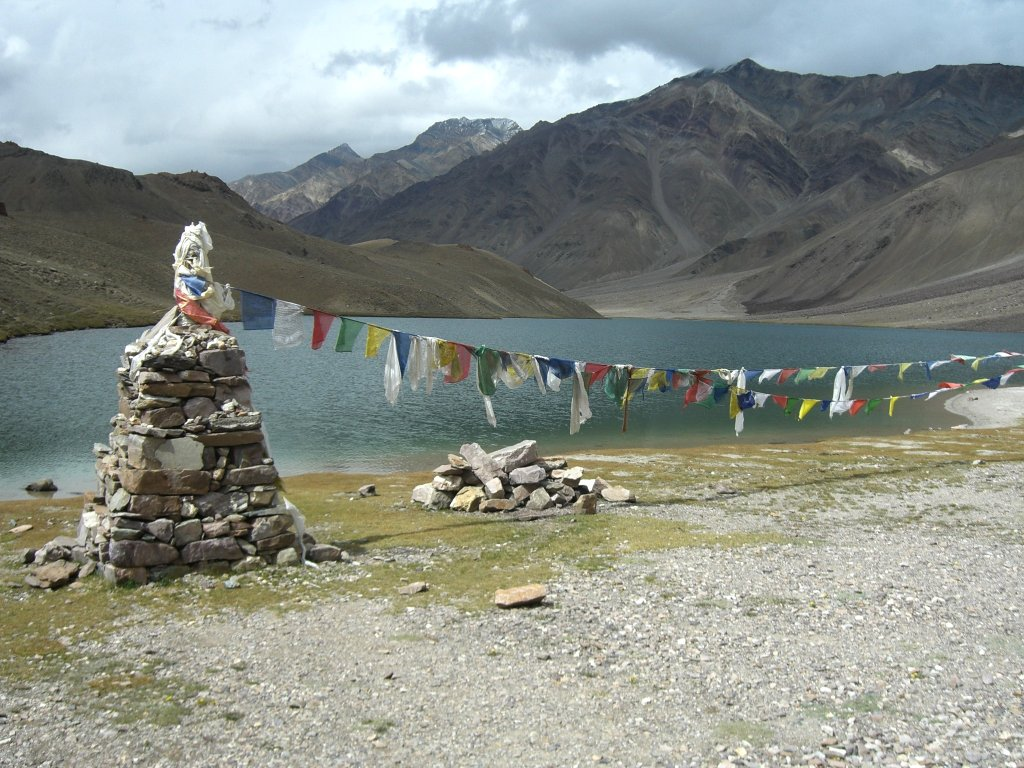
Le col de Kunzum séparant le Lahaul et Spiti.

Neten Chokling Rinpoché, réalisateur du film, réincarnation d'un grand maître du bouddhisme tibétain, est également connu en tant qu'acteur et a joué dans deux films de Khyentse Norbu (La Coupe (Phörpa) et Voyageurs et Magiciens). Son fils, Orgyen Tobgyal Rinpoché, est le directeur artistique du film.
Le film a été tourné dans la vallée de Spiti, près de la frontière entre l'Inde, la Chine, et le Tibet. C'est une région bouddhiste où se trouvent le monastère de Key et le monastère de Tabo, un des plus vieux monastères au  monde et un des préférés du dalaï Lama. Le monastère de la vallée de Spiti a servi de lieu de tournage et certains des moines figurent dans le film.

## Distribution
(Par ordre alphabétique.)
- Jamyang Lodro : Thopaga
- Gimyan Lodro : Milarépa
- Jamyang Nyima (en tant que Jamyang Nyima Tashi) : ?
- Kelsang Chukie Tethong : Kargyen
- Orgyen Tobgyal : Yongten Trogyal
- Lhakpa Tsamchoe : Tante Peydon